# The Dark Side of the Moon

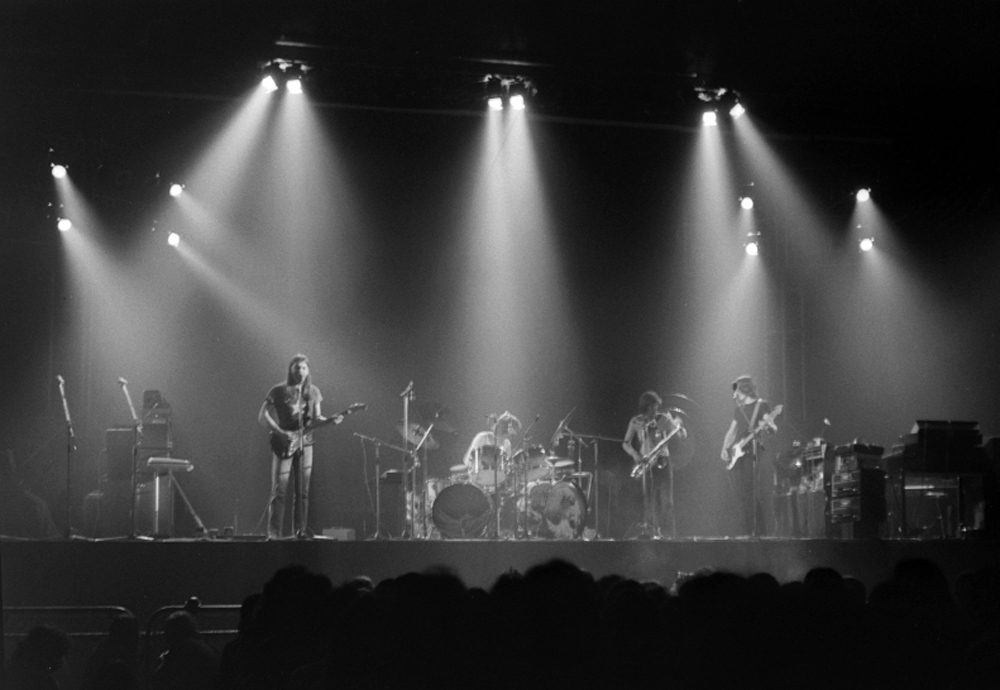
Pink Floyd na koncertě The Dark Side of the Moon v roce 1973

The Dark Side of the Moon je osmé studiové album anglické skupiny Pink Floyd, vydáno bylo v březnu 1973. Jedná se o komerčně nejúspěšnější album kapely, celosvětově se jej prodalo přibližně 50 milionů kopií, což z něj činí druhé nejprodávanější album v historii hudby. V americkém žebříčku Billboard 200 se udrželo celkem 741 týdnů (tj. přes 14 let; na prvním místě ale strávilo pouze jeden týden), což je rekord, který žádná jiná hudební deska nepřekonala. V britském žebříčku se na vrchol nikdy nedostalo, umístilo se nejvýše na druhé příčce.
The Dark Side of the Moon je nihilistické a pesimistické koncepční album, které se zabývá problémy současného života, jako jsou peníze, chamtivost, války, ale i samota, lidský strach či plynoucí čas, který nejde zastavit. Koncepci vytvořil a všechny texty napsal baskytarista skupiny Roger Waters, po hudební stránce se na albu podíleli všichni členové Pink Floyd.

## Popis alba a jeho historie
Po vydání alba Meddle v roce 1971 navrhl baskytarista Roger Waters koncepci nového alba. Jeho tématem měly být věci, které „lid štvou“ se zaměřením na náročný život hudebníků spojený s psychickými problémy, kterými trpěl bývalý člen kapely Syd Barrett. Během studiových zkoušek na přelomu let 1971 a 1972 tedy společně vytvořili základní kostru nového alba, které provizorně pojmenovali The Dark Side of the Moon. Kapela ale brzy zjistila, že pod tímto názvem právě vydala album jiná skupina, Medicine Head, a svoji připravovanou desku tedy přejmenovali na Eclipse. Během roku 1972 se ale název definitivně ustálil na The Dark Side of the Moon.
V případě The Dark Side of the Moon Pink Floyd zvolil netradiční cestu. Základ nového alba vznikl již na přelomu let 1971 a 1972, během roku 1972 proběhlo množství koncertů, kde zazněla i celá připravovaná deska, která se však postupně částečně měnila podle ohlasů návštěvníků a fanoušků až do definitivní podoby, která vyšla na LP na jaře roku 1973. První veřejné živé představení The Dark Side of the Moon (tehdy ještě Eclipse) proběhlo 21. ledna 1972 v anglickém Portsmouthu. Jednotlivé skladby tehdy ještě často měly jiný název a v několika případech se od těch definitivních výrazně odlišovaly. Příkladem může být syntezátorová skladba „On the Run“, jejíž místo původně zaujímal kytarový jam s názvem „The Travel Sequence“.
Každá skladba na albu se vyjadřuje k jinému tématu. Experimentální a instrumentální „On the Run“ vytvořená pomocí syntezátorů zobrazuje stres, kterému je člověk v moderním světě vystaven, vokálně-instrumentální „The Great Gig in the Sky“ je metaforou smrti, slavná píseň „Money“ naopak kritizuje konzumní společnost a vliv peněz, „Brain Damage“ je ovlivněna psychickými problémy původního frontmana skupiny Syda Barretta.
Nahrávání alba trvalo s dlouhými koncertními přestávkami od května 1972 do ledna 1973. Album vzniklo v Abbey Road Studios a hlavním zvukovým inženýrem byl Alan Parsons, jenž s Pink Floyd spolupracoval již na desce Atom Heart Mother. V The Dark Side of the Moon dostaly výraznou úlohu syntezátory (EMS VCS 3, EMS Synthi A) a také různé nehudební zvuky, které dokreslují atmosféru jednotlivých skladeb. Příkladem může být odbíjení množství hodin na začátku písně „Time“, cinkot mincí a zvuk otevírajících se pokladen v „Money“, či různé hlasy po celém albu, které ve skutečnosti patří lidem, jež se zrovna nacházeli ve studiích Abbey Road a které si Roger Waters pozval, položil jim nějakou neobvyklou otázku (tematicky spojenou s albem) a jejich odpověď nahrál. Hlas vrátného Jerryho Driscolla, který je slyšet v posledních sekundách doznívající hudby
| „ | There is not dark side of the moon really, in a matter-of-facts it's all dark… | “ |

(česky „Po pravdě není tmavá strana Měsíce, ve skutečnosti je tmavý celý…“), kdy se vrací tlukot bijícího srdce, uzavírá celé album.
Přebal alba, který vytvořila designérská skupina Hipgnosis, je celý černý s optickým hranolem rozkládajícím přicházející bílé světlo na jednotlivé barevné složky.

## Vydávání alba a jeho umístění

Motiv použitý na přebalu alba: optický hranol rozkládající bílé světlo

Album The Dark Side of the Moon vyšlo 10. března 1973 v USA a 24. března 1973 ve Spojeném království. Zatímco v Británii se v žebříčku prodejnosti nikdy nedostalo na vrchol (umístilo se nejlépe na 2. místě), v USA strávilo na první příčce jeden týden (první takové album Pink Floyd). Do současnosti se prodalo přibližně 45 milionů kopií alba a jedná se tak o jedno z nejúspěšnějších hudebních alb historie. V roce 1998 se v USA stalo 15× RIAA platinovým (přes 15 milionů kusů prodaných v USA), přičemž první americkou platinovou desku obdrželo album již v roce 1976.
V roce 1979 vyšla na LP remasterovaná verze od Mobile Fidelity Sound Lab (MFSL), tento remaster byl později vydán i na CD. Na CD (nikoliv však v podobě MFSL) vyšlo The Dark Side of the Moon poprvé v roce 1984, v digitálně remasterované podobě potom ke 20. výročí vydání v roce 1993. Ke 30. výročí vyšel v roce 2003 nový 5.1 mix od Jamese Guthrieho na SACD. Původní kvadrofonní mix ze 70. let od Alana Parsonse nikdy oficiálně nevyšel.
Titul The Dark Side of the Moon jako jedno z mála západních alb vydal i československý podnik Supraphon (v roce 1978).

## Seznam skladeb
Texty napsal(i) Roger Waters.
| Strana 1 | Strana 1                                          | Strana 1                       | Strana 1 |
| Pořadí   | Název                                             | Hudba                          | Délka    |
| -------- | ------------------------------------------------- | ------------------------------ | -------- |
| 1.       | Speak to Me (instrumentální)                      | Mason                          | 1:30     |
| 2.       | Breathe                                           | Waters, Gilmour, Wright        | 2:43     |
| 3.       | On the Run (instrumentální)                       | Gilmour, Waters                | 3:30     |
| 4.       | Time (včetně „Breathe (Reprise)“)                 | Mason, Waters, Wright, Gilmour | 6:53     |
| 5.       | The Great Gig in the Sky (vokálně-instrumentální) | Wright, Torryová               | 4:15     |

| Strana 2       | Strana 2                             | Strana 2               | Strana 2 |
| Pořadí         | Název                                | Hudba                  | Délka    |
| -------------- | ------------------------------------ | ---------------------- | -------- |
| 1.             | Money                                | Waters                 | 6:30     |
| 2.             | Us and Them                          | Waters, Wright         | 7:51     |
| 3.             | Any Colour You Like (instrumentální) | Gilmour, Mason, Wright | 3:24     |
| 4.             | Brain Damage                         | Waters                 | 3:50     |
| 5.             | Eclipse                              | Waters                 | 1:45     |
| Celková délka: | Celková délka:                       | Celková délka:         | 42:59    |

## Obsazení
- Pink Floyd:
  - David Gilmour – elektrická kytara, pedal steel guitar, syntezátor, zpěv
  - Roger Waters – baskytara, syntezátor, zvukové efekty, zpěv
  - Rick Wright – klávesy, syntezátor, zpěv
  - Nick Mason – bicí, perkuse, zvukové efekty
- Dick Parry – saxofon ve skladbách „Money“ a „Us and Them“
- Clare Torry – vokály ve skladbě „The Great Gig in the Sky“
- Lesley Duncan, Barry St. John, Liza Strike, Doris Troy – vokály

### Technická podpora
- Alan Parsons – zvukový inženýr
- Peter James – asistent zvukového inženýra
- Chris Thomas – zvukový mix
- James Guthrie, Doug Sax – remastering reedic pro 20. a 30. výročí
- Hipgnosis – design, fotografie
- George Hardie – ilustrace, grafika
- Jill Furmanovsky – ilustrace
- Storm Thorgerson – design reedic pro 20. a 30. výročí
- Drew Vogel – ilustrace a fotografie v CD vydání
- David Sinclair – sleeve note v CD vydání